# Andrew Morton (programador de software)

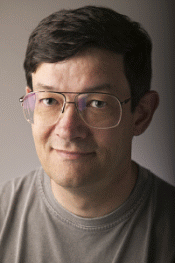
Andrew Morton.

Andrew Keith Paul Morton (nacido en el Reino Unido en 1959) es un ingeniero de software australiano conocido, sobre todo, por ser uno de los principales desarrolladores del núcleo Linux. Actualmente, mantiene el árbol -mm, que contiene parches que no están suficientemente probados y que posteriormente entrarán en la rama 2.6 de Linux, mantenida por Linus Torvalds.
En los últimos años de la década de los 80 fue uno de los trabajadores de una compañía de Sídney, que produjo un kit de informática llamado Applix 1616, así como un ingeniero de hardware para la compañía australiana de consolas Keno Computer Systems, que actualmente ya no existe. Recibió una matrícula de honor en ingeniería eléctrica de parte de la Universidad de Nueva Gales del Sur, en Australia.
En 2001, Andrew Morton y su familia se mudaron de Wollongong, Nueva Gales del Sur, a Palo Alto, California.
En julio de 2003, Morton entró en el OSDL mediante un acuerdo con su entonces empresa Digeo, Inc (constructores del Moxi), por el cual OSDL apoyaba el trabajo de desarrollo de Linux que hacía Morton mientras él continuaba en su trabajo oficial como ingeniero en Digeo.
En agosto de 2006, Andrew Morton fue contratado por Google, pero continuará su trabajo de desarrollador de Linux. 
Andrew Morton dio el principal discurso del Ottawa Linux Symposium del año 2004
Es un testigo importante en el juicio de SCO contra IBM sobre los derechos de autor de UNIX
También es conocido como akpm en la lista de correo LKML, y en su sitio web tiene el sobrenombre de akpm.